# Pista ciclabile Linguaglossa-Castiglione di Sicilia-Rovittello
La pista ciclabile Linguaglossa-Castiglione di Sicilia-Rovittello è una pista ciclabile di circa 10 km ricavata dall'ex tracciato ferroviario della Circumetnea tra i comuni di Linguaglossa e Castiglione di Sicilia.

## Storia
Il comune di Castiglione ha costruito la tratta tra Castiglione e Rovittello su cemento. La tratta Castiglione-Linguaglossa invece, sorta inizialmente come possibile collegamento rapido tra le due località, è stata trasformata in pista ciclabile onde avere un impatto di compatibilità maggiore. Il finanziamento per chilometro è stato ingente, con la costruzione di lampioni artistici e un basolato lavico, ma l’opera non è mai stata inaugurata a causa di problemi esecutivi e burocratici; persino una frana ha diviso in due la pista. Lo scandalo di questa opera ha visto l’interessamento anche di Striscia la notizia.
La pista non vede manutenzione, seppur sporadicamente viene utilizzata dai ciclisti.